# Universaltoilette

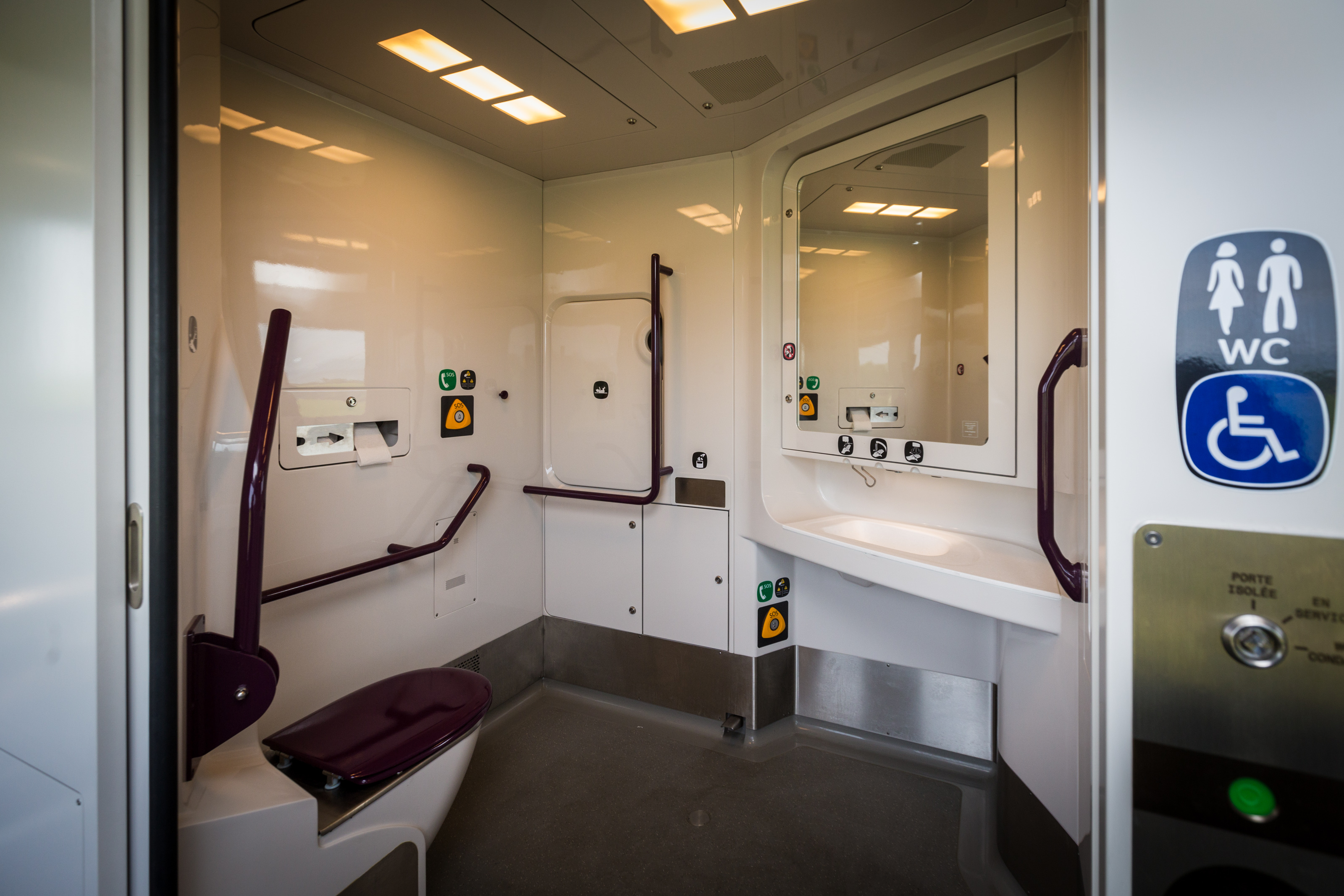
Universaltoilette in einem Triebzug des Typs Régiolis von TER Alsace

Bei Universaltoiletten handelt es sich um Toiletten in Eisenbahnfahrzeugen, die von allen Reisenden einschließlich Menschen mit Behinderungen und Menschen mit eingeschränkter Mobilität genutzt werden können. Umgangssprachlich werden sie auch Rollstuhl-Toiletten oder große Toiletten genannt. Toiletten in solchen Fahrzeugen, die nicht für eine rollstuhlgerechte Nutzung ausgelegt sind, werden als Standardtoiletten bezeichnet. Falls auch die dafür geltenden Vorgaben nicht eingehalten sind, wird schlicht von Toiletten gesprochen.
Vorgaben bezüglich der Universaltoiletten ergeben sich aus den Technischen Spezifikationen für die Interoperabilität bezüglich der Zugänglichkeit des Eisenbahnsystems der Union für Menschen mit Behinderungen und Menschen mit eingeschränkter Mobilität (TSI-PRM). Zu den Vorgaben zählen Vorhandensein, Kennzeichnung mit Piktogrammen und taktilen Zeichen, Zugänglichkeit (Türbreite, Türschwellen, maximale Neigung von Rampen) und technische Merkmale und Ausstattungen (Fläche, Türgriffe, Schlösser, Bedienelemente, horizontale Haltevorrichtungen, Hilferufvorrichtungen) und das Prüfverfahren. Als nutzbare lichte Breite der Zugangstür sind mindestens 800 mm vorgesehen.
Spezifikationen nach TSI-PRM beeinflussen Fahrzeughersteller, die Eisenbahnunternehmen und Besteller von Verkehrsleistungen. Die Angabe zum Vorhandensein einer Universaltoilette vereinfacht die Reiseplanung von Rollstuhl-Benutzern, da in solchen Zügen grundsätzlich auch für diesen Personenkreis eine Toiletten-Benutzung möglich ist. Es geht somit um einen Teilaspekt der Barrierefreiheit im Eisenbahnverkehr.

## Anwendung auf neue und bestehende Fahrzeuge
In Zügen, in denen Toiletten vorhanden sind, muss auch eine Universaltoilette vorhanden sein, die vom Rollstuhlplatz aus zugänglich ist.
Um diese Vorgabe zu erreichen, sind nach TSI-PRM Abschnitt 7 Regelungen für neu zu beschaffende und schon existierende Fahrzeuge getroffen worden. Bei Neubeschaffungen wird inzwischen auf die Einhaltung der Vorgaben der TSI-PRM geachtet. Hersteller verweisen auf diese Eigenschaft ihrer Produkte. Ein Beispiel für Fernverkehrszüge ist der Siemens Velaro. Zum ICE 4 schreibt derselbe Hersteller Ein Rollstuhllift sowie eine geräumige Universal-Nasszelle befinden sich in direkter Nähe dieser Plätze und erfüllen die TSI PRM-Norm. Auch außerhalb des eigentlichen Geltungsbereichs wirkt sich die EU-Regelung aus. So bestellte die algerische SNTF bei Alstom Triebzüge des Typs Coradia Polyvalent für den Fernverkehr, die Standards nach TSI-PRM erfüllen. Ein Beispiel für Nahverkehrszüge sind die Doppelstock-Triebzüge Regio 2N von Bombardier für die SNCF. Auch Eisenbahnverkehrsunternehmen machen im Zusammenhang mit ihren Bemühungen um Barrierefreiheit auf vorhandene Universaltoiletten aufmerksam.
Problematisch für eine zügige Umsetzung der Vorgaben ist der Bestand an Altfahrzeugen. Eisenbahnfahrzeuge werden über viele Jahre eingesetzt und den wirtschaftlichen Möglichkeiten der Betreiber sind Grenzen gesetzt. Regelungen bezüglich der Erneuerung oder Umrüstung von Fahrzeugen (TSI-PRM Anlage F) und zu Nationalen Umsetzungsplänen (Artikel 8 der Verordnung) berücksichtigen dies.

## Hilferufvorrichtung
Zur Ausstattung der Universaltoilette gehören gemäß TSI-PRM Abschnitt 5.3.2.4.(11) Hilferufvorrichtungen. Diese müssen nur ein Signal absetzen können und nicht unbedingt eine Kommunikationsverbindung herstellen. Es sind zwei Rufstellen vorzusehen, eine davon muss von einer am Boden liegenden Person erreichbar sein. Das Betätigen der Hilferufvorrichtung muss visuell und akustisch bestätigt werden. Mit betrieblichen Regelungen muss der Betreiber gewährleisten, dass nach der Aktivierung der Hilferufvorrichtung angemessene und geeignete Maßnahmen durch das Personal ergriffen werden.
Bei Erneuerung oder Umrüstung von Fahrzeugen kann in bestimmten Fällen auf die Hilferufvorrichtung verzichtet werden.

## Wickeltisch
Wenn keine für Rollstuhlfahrer zugängliche separate Einrichtung für die Versorgung von Kleinstkindern vorhanden ist, muss in der Universaltoilette gemäß TSI-PRM Abschnitt 4.2.2.5.(4) auch ein Wickeltisch vorhanden sein und bestimmten Anforderungen genügen. Dazu zählen Mindestgrößen der Arbeitsfläche, die Tragfähigkeit, Vorkehrungen gegen das versehentliche Herunterrutschen des Kleinstkindes und der Kraftaufwand für das Einklappen.